# Effodeildin 2012
De Effodeildin is de naam voor de hoogste voetbalcompetitie op de Faeröer die dit jaar voor de 70ste keer wordt georganiseerd door de FSF. Nadat de hoofdsponsor Vodafone vorig jaar bekendmaakte niet meer de competitie te willen sponsoren, wordt de hoogste klasse niet meer Vodafonedeildin genoemd. Op 27 februari 2012 werd bekend dat het energiebedrijf Effo deze competitie gaat sponsoren. De competitie heet vanaf nu officieel Effodeildin.
De competitie startte op 24 maart 2012 met de wedstrijd tussen B36 en FC Suðuroy en eindigde op 6 oktober 2012. Op deze laatste speeldag werd bekend dat EB/Streymur kampioen werd van de eilanden. Titelverdediger B36 Tórshavn kon de verwachtingen niet waarmaken en eindigde op een beschamende zesde plaats.

## Seizoensverloop
De competitie bestaat uit 27 speelrondes, waarvan de kampioen zal uitkomen in de eerste voorronde van de Champions League, terwijl de nummers twee en drie en de bekerwinnaar zich plaatsen voor de voorrondes van de Europa League.
De nummers negen en tien degraderen rechtstreeks naar de 1. Deild. De kampioen en de nummer twee (indien tweede elftal promoveert de nummer drie) van de tweede klasse promoveren daarvoor naar de Effodeildin. Elke club speelt negen keer thuis en negen keer uit. Voorafgaand aan de competitie bepaalt de voetbalbond van de Faeröer, de FSF, wanneer de clubs voor de derde keer tegen elkaar spelen. Er wordt dan bepaald wie thuis mag spelen.
Sinds dit jaar zijn er weer twee ploegen van het eiland Suðuroy op het hoogste niveau. FC Suðuroy is na een afwezigheid van één jaar weer terug, terwijl TB Tvøroyri promoveerde als runner-up naar de hoogste klasse. TB promoveerde echter na een spektakelstuk op de allerlaatste speeldag in de 1. Deild: TB won in de 97ste minuut met 0-11 van EB/Streymur II na een strafschop die werd benut. Hierdoor eindigden TB en AB Argir precies gelijk in punten en in doelsaldo. TB scoorde echter één keer meer en mocht hierdoor promoveren naar de hoogste klasse. De teleurstelling bij AB Argir was immens groot.

### Kampioenschap
Víkingur won als enige club de eerste drie speelrondes en zette zich daarbij neer als koploper. Het eerste puntenverlies kwam een speeldag later, want de fusieclub kwam niet verder dan een 1-1-gelijkspel tegen HB Tórshavn. Daardoor kwam B36 als nieuwe koploper uit de bus. Tot en met de tiende speeldag wisselden ÍF, Víkingur en B36 de koppositie af.
Vanaf speeldag tien kwam EB/Streymur voorbij Víkingur. Toen ook EB/Streymur ging kwakkelen kwam plotseling KÍ Klaksvík op de eerste plaats te staan. Door een verlies van KÍ op de achttiende speeldag kon de club gelijk weer de koppositie overlaten aan EB/Streymur. Tot en met de laatste speeldag verloor EB/Streymur geen wedstrijd meer. De club streed tot het einde met ÍF om de titel. Op de laatste speeldag maakte EB/Streymur het thuis af: het won met 3-2 van NSÍ Runavík en pakte daarmee voor de tweede keer in de historie (in 2008 voor het laatst) de titel.

### Degradatiestrijd

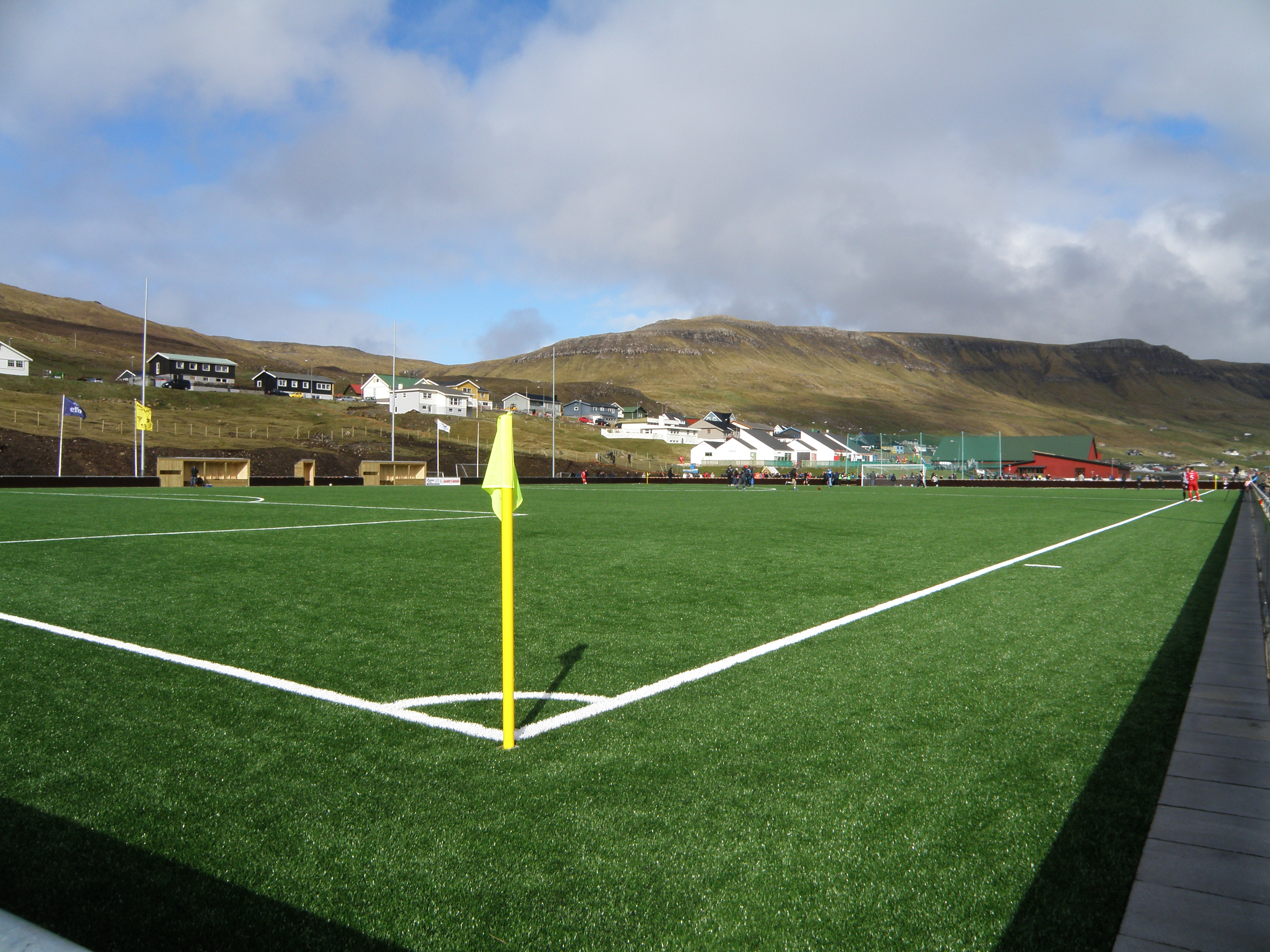
Við Stórá is het vernieuwde veld van TB gevestigd in Trongisvágur.

FC Suðuroy kwam op de vijfde speeldag voor het eerst in de competitie op de laatste plaats te staan. De club uit het zuiden zou deze plaats tot en met het einde van het seizoen niet meer verlaten. Het degradeerde dus kansloos terug naar de tweede klasse. Dat was overigens niet verwonderlijk: FC Suðuroy ging regelmatig hard onderuit (7-1 tegen KÍ en ÍF, 6-0-verlies tegen HB). De eerste zege van de club werd op de 21ste speeldag behaald door een 1-0-winst tegen aartsrivaal TB Tvøroyri, dat zich ook nog in een degradatiestrijd verwikkeld had. Na het 1-3-verlies in en tegen Tórshavn, stond het vast dat FC Suðuroy volgend jaar een stapje terug moest doen.
B68 Toftir en TB Tvøroyri mochten het samen verder uitmaken wie moest degraderen naar de tweede klasse. Eerstgenoemde club bezette de eerste drie speeldagen de laatste plaats en moest tot en met de veertiende speeldag wachten op de vierde zege. Vanaf de zestiende speeldag begon de vrije val van B68 richting de degradatieplaatsen. TB daarentegen maakte zich op voor een wonder, want de club won op de 25ste speeldag nog met 0-1 bij NSÍ Runavík en vergrootte daarmee het gat met de club uit Toftir. Beide clubs kwamen op de laatste speeldag tegen elkaar te staan op Við Stórá, het nieuwe voetbalveld van TB, met de gedachte dat B68 met meer dan vier doelpunten verschil moest winnen om niet te degraderen. B68 won uiteindelijk met 4-1, één doelpunt te kort om zich te kunnen handhaven in de hoogste klasse.
| Club            | Plaats       | Stadion                      | Capaciteit | Trainer              |
| --------------- | ------------ | ---------------------------- | ---------- | -------------------- |
| B36 Tórshavn    | Tórshavn     | Gundadalur                   | 5 000      | Mikkjal Thomassen    |
| B68 Toftir      | Toftir       | Svangaskarð                  | 5 000      | Bill McLeod Jacobsen |
| EB/Streymur     | Streymnes    | Við Margáir                  | 2 000      | Heðin Askham         |
| FC Suðuroy      | Vágur        | Vesturi á Eiðinum            | 3 000      | Pól F. Joensen       |
| HB Tórshavn     | Tórshavn     | Gundadalur                   | 5 000      | Sigfríður Clementsen |
| ÍF Fuglafjørður | Fuglafjørður | Fløtugerði                   | 3 000      | Flemming Christensen |
| KÍ Klaksvík     | Klaksvík     | Injector Arena               | 3 000      | Páll Guðlaugsson     |
| NSÍ Runavík     | Runavík      | Við Løkin                    | 2 000      | Pauli Poulsen        |
| TB Tvøroyri     | Tvøroyri     | Við Stórá (11) Á Eiðinum (2) | 4 000      | Milan Kuljić         |
| Víkingur        | Norðragøta   | Serpugerði                   | 3 000      | Jógvan Martin Olsen  |

## Eindstand 2012
| №   | Club             | GS | W  | G  | V  | DV-DT | DS  | Punten |
| --- | ---------------- | -- | -- | -- | -- | ----- | --- | ------ |
| 01. | EB/Streymur (B)  | 27 | 17 | 07 | 03 | 50:27 | +23 | 58     |
| 02. | ÍF Fuglafjørður  | 27 | 16 | 06 | 05 | 55:23 | +32 | 54     |
| 03. | HB Tórshavn      | 27 | 13 | 06 | 08 | 56:34 | +22 | 45     |
| 04. | KÍ Klaksvík      | 27 | 13 | 06 | 08 | 59:44 | +15 | 45     |
| 05. | Víkingur Gøta    | 27 | 12 | 09 | 06 | 43:35 | +08 | 45     |
| 06. | B36 Tórshavn (K) | 27 | 10 | 08 | 09 | 42:36 | +06 | 38     |
| 07. | NSÍ Runavík      | 27 | 09 | 04 | 14 | 38:42 | −04 | 31     |
| 08. | TB Tvøroyri (P)  | 27 | 05 | 09 | 13 | 30:50 | −20 | 24     |
| 09. | B68 Toftir       | 27 | 06 | 06 | 15 | 23:43 | −20 | 24     |
| 10. | FC Suðuroy (P)   | 27 | 02 | 03 | 22 | 16:78 | −62 | 09     |

| Legenda |                                                      |
|         | gekwalificeerd voor de UEFA Champions League 2013/14 |
|         | gekwalificeerd voor de UEFA Europa League 2013/14    |
|         | Degradatie naar de 1. Deild                          |
| (K)     | Kampioen van 2011                                    |
| (B)     | Bekerwinnaar van 2011                                |
| (P)     | Promovendus                                          |

### Kruistabel
| 2012/13         | B36 | B36 | B68 | B68 | EB  | EB  | Suð | Suð | HB  | HB  | ÍF  | ÍF  | KÍ  | KÍ  | NSÍ | NSÍ | TB  | TB  | Vík | Vík |
| --------------- | --- | --- | --- | --- | --- | --- | --- | --- | --- | --- | --- | --- | --- | --- | --- | --- | --- | --- | --- | --- |
| B36 Tórshavn    |     |     | 1:2 | 1:0 | 1:2 | 1:4 | 1:0 | 3:1 | 1:0 | –   | 1:1 | 0:2 | 2:3 | –   | 5:1 | –   | 2:2 | –   | 3:0 | 1:1 |
| B68 Toftir      | 1:1 | –   |     |     | 1:2 | 0:1 | 2:0 | –   | 1:2 | –   | 0:2 | 0:0 | 0:2 | 1:3 | 3:2 | 1:1 | 1:1 | –   | 1:1 | –   |
| EB/Streymur     | 1:1 | –   | 0:0 | –   |     |     | 3:0 | 4:2 | 2:2 | 3:2 | 2:1 | –   | 1:1 | 1:1 | 1:0 | 3:2 | 1:1 | 3:2 | 0:1 | –   |
| FC Suðuroy      | 0:2 | –   | 0:1 | 2:1 | 0:2 | –   |     |     | 0:1 | 0:4 | 0:6 | 1:4 | 1:4 | –   | 0:2 | –   | 1:1 | 1:0 | 1:1 | –   |
| HB Tórshavn     | 2:1 | 2:0 | 4:0 | 4:0 | 0:1 | –   | 6:0 | –   |     |     | 1:4 | –   | 5:0 | –   | 2:4 | –   | 4:1 | 3:1 | 1:1 | 0:0 |
| ÍF Fuglafjørður | 1:1 | –   | 2:0 | –   | 1:2 | 1:1 | 3:2 | –   | 2:0 | 0:0 |     |     | 2:0 | 5:2 | 2:1 | 3:1 | 1:1 | –   | 1:2 | –   |
| KÍ Klaksvík     | 0:2 | 3:4 | 3:0 | –   | 1:3 | –   | 5:1 | 7:1 | 1:1 | 1:2 | 1:0 | –   |     |     | 3:2 | 2:1 | 0:0 | 1:1 | 3:3 | –   |
| NSÍ Runavík     | 3:1 | 0:0 | 0:2 | –   | 1:0 | –   | 0:0 | 5:1 | 2:4 | 2:0 | 1:2 | –   | 0:2 | –   |     |     | 2:0 | 0:1 | 0:2 | 1:0 |
| TB Tvøroyri     | 1:4 | 0:0 | 3:1 | 1:4 | 0:3 | –   | 3:0 | –   | 4:2 | –   | 1:0 | 1:2 | 1:6 | –   | 1:3 | –   |     |     | 0:2 | 2:2 |
| Víkingur Gøta   | 3:2 | –   | 2:0 | 2:0 | 2:1 | 2:3 | 4:0 | 3:1 | 2:2 | –   | 1:4 | 0:3 | 0:1 | 4:3 | 1:1 | –   | 1:0 | –   |     |     |

## Topscorers
| # | Speler                                | Club                        | DP |
| - | ------------------------------------- | --------------------------- | -- |
| 1 | Páll A. Klettskarð Clayton Nascimento | KÍ Klaksvík ÍF Fuglafjørður | 22 |
| 3 | Arnbjørn T. Hansen                    | EB/Streymur                 | 16 |
| 4 | Klæmint A. Olsen                      | NSÍ Runavík                 | 14 |
| 5 | Christian R. Mouritsen                | HB Tórshavn                 | 12 |